# Музей історії Тернопільського національного медичного університету імені І. Я. Горбачевського
Музей історії Тернопільського національного медичного університету імені І. Я. Горбачевського — музей у місті Тернополі. Розташований в одній з аудиторій на четвертому поверсі адміністративного корпусу Тернопільського національного медичного університету імені І. Я. Горбачевського на Майдані Волі, 1.

## Історія створення
Музей історії Тернопільського медичного інституту формувався від 1980 року кафедрою соціальної медицини, організації та економіки охорони здоров'я з медичною статистикою та історією медицини. У створенні музею активну участь взяли ректор професор Іван Сміян, доцент Г. Конопелько, асистенти І. Юхимець і Анатолій Паламарчук. Художнє оформлення музею історії інституту здійснила група студентів-дизайнерів ізостудії, якою керував І. О. Юхимець.
Музей відкритий 12 квітня 1982 року в дні відзначання 25-річчя навчального закладу. Його відкрив ректор інституту Іван Сміян.
У наступні роки стало традицією вручення студентських квитків першокурсникам, зустрічі з ветеранами інституту в музеї.